# SMS Friedrich der Große (1911)
Az SMS Friedrich der Große csatahajó volt a Császári Haditengerészet Kaiser-osztályú hajóinak második egysége. A gerincét 1910. január 26-án fektették le Hamburgban, a vízrebocsátására 1911. június 10-én került sor és 1912. október 15-én állították szolgálatba. A hajó fő fegyverzetét tíz darab 30,5 cm-es (12 hüvelykes) ágyú képezte, melyeket öt lövegtoronyban helyeztek el. A csúcssebessége 23,4 csomó (43,3 km/h) volt. A Friedrich der Große a háború nagy része során a Nyílt-tengeri Flotta (Hochseeflotte) III. csatahajórajához volt beosztva, és az átadásától fogva 1917-ig a flotta zászlóshajójaként szolgált.
Négy testvérhajójával (Kaiser, Kaiserin, König Albert, Prinzregent Luitpold) részt vett az első világháború összes nagy tengeri hadműveletében, így a skagerraki csatában is (1916. május 31. – június 1.). A csata során a Friedrich der Große a flotta közepén hajózva nem volt annyira a harcok sűrűjében, mint az előtte haladó König és Großer Kurfürst csatahajók vagy az I. felderítőcsoport csatacirkálói, így a csatát is karcolások nélkül úszta meg. 1917-ben az új Baden csatahajó váltotta a flotta zászlóshajójaként.
Az 1918 novemberi fegyverszünet aláírása után a Friedrich der Großét a Hochseeflotte legtöbb nagy egységével együtt Scapa Flow-ban internálták. A hajókat lefegyverezték, és legénységüket a minimálisan szükségesre csökkentették, míg az antant-hatalmak a versailles-i békeszerződés végső formáját vitatták meg. 1919. június 21-én, napokkal a szerződés aláírása előtt Ludwig von Reuter ellentengernagy, az internált flotta parancsnoka a hajók elsüllyesztésére adott parancsot, hogy azok ne kerülhessenek a britek kezére. A Friedrich der Großét 1936-ban kiemelték, és építőanyagát értékesítették. Harangját 1965-ben visszaszolgáltatták Németországnak, jelenleg a flotta glücksburgi főhadiszállásán őrzik.

## Építése

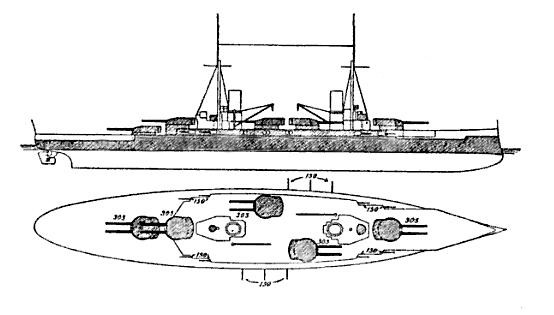
A csatahajó egyszerű vázlati rajza

Ersatz Heimdall néven rendelték meg az elavult Heimdall partvédő páncélos pótlására, és gerincét 1910. január 26-án fektette le Hamburgban a Vulcan AG. Vízrebocsátására 1911. június 10-én került sor. A vízrebocsátási ünnepségén a hajó keresztelését Alexandra Viktória hercegnő végezte el és báró Colmar von der Goltz tábornagy mondott beszédet. Ezt követően átkerült Wilhelmshavenbe, ahol 1912. október 15-én szolgálatba állították. A próbajáratait a Balti-tengeren végezte, majd Kielben szerelték fel. 1913. január 22-én a hajó aktív szolgálatba lépett. Az építési költsége 45 802 000 márka volt.
A Friedrich der Große teljes hossza 172,40 m, szélessége 29 m, merülése elöl 9,10 m, hátul pedig 8,80 m volt. A maximális vízkiszorítása 27 000 tonna volt. Meghajtásáról három AEG Curtis gőzturbina és 16 széntüzelésű kazán gondoskodott. A próbákon a hajó 22,4 csomós (41,5 km/h) csúcssebességet ért el 3600 tonnányi szénkészlettel ellátva, mellyel a hatótávolsága 14 600 km (7900 tmf; 9100 mf) volt 12 csomós sebesség mellett. A Friedrich der Großét a Krupp által gyártott cementált páncélzat védte, ami a páncélövön 350 mm, a parancsnoki torony oldalán 400 mm vastag volt. A lövegtornyok páncélzata oldalt 300 mm vastag volt. Osztályának másik négy tagjához hasonlóan a skagerraki csata utánig torpedók elleni védőhálókkal is ellátták.
A hajó fő fegyverzetét tíz darab 30,5 cm-es, 50 kaliberhosszúságú gyorstüzelő ágyú (30,5 cm SK L/50) képezte, melyeket öt ikerlövegtoronyban helyeztek el. A korábbi német csatahajóknál alkalmazott kevésbé hatékony hexagonális toronyelrendezés helyett a Kaiser-osztály esetében az öt lövegtoronyból hármat a középvonal mentén helyeztek el, kettőt közülük a tatrészen. A maradék két torony a hajó közepén átlósan foglalt helyet, így mindkettő tudott oldalazó sortüzet lőni mindkét irányban. A hajó másodlagos tüzérségét tizennégy 15 cm-es (L/45) ágyú alkotta, melyeket a hajó középső részén lévő oldalsó kazamatákban helyeztek el, továbbá rendelkezett nyolc szintén kazamatákban elhelyezett 8,8 cm-es (L/45) ágyúval valamint négy 8,8 cm-es (L/45) légvédelmi ágyúval. Öt hajótestbe épített 50 cm-es torpedóvetőcsöve is volt.

## A háború előtt
Az 1913 januári átadást követő próbák után, 1913. március 2-án a Deutschlandot váltva a hajó a flotta zászlóshajója lett. Első hadgyakorlatán 1913 februárjában vett részt a Kattegatban és az Északi-tengeren. A következő hónapban, március 12–14-én ismét hadgyakorlaton volt. Áprilisban időszaki karbantartásra dokkba került, és a hónap végén már ismét készen állt tüzérségi gyakorlatokra. Május 5. és 27. között átfogó flottagyakorlatokon vett részt az Északi-tengeren. Mint a flotta legújabb csatahajóját júniusban a Kieler Wochéra küldték. Ennek során az olasz király, III. Viktor Emánuel olasz király és felesége, Ilona olasz királyné is látogatást tett a hajó fedélzetén. Július közepén a flotta évenkénti norvégiai útján vett részt, mely augusztus közepéig tartott. Ennek során a Friedrich der Große látogatást tett Balholmban. A flotta visszatérése után augusztus 31. és szeptember 9. között újabb gyakorlatokon volt. Csapatpróbákon vett részt és külön egyéni gyakorlatozásokat végeztek vele októberben és novemberben.
1914 elején a Friedrich der Große további gyakorlatokon vett részt, köztük az éves tavaszi flottagyakorlaton, melyet az Északi-tengeren végeztek március végén, majd április-májusban újabbak következtek a Balti- és az Északi-tengeren. Ebben az évben is a Friedrich der Großét küldték el a Kieler Wochéra. A Ferenc Ferdinánd osztrák-magyar trónörökös meggyilkolása utáni feszült nemzetközi helyzet ellenére a német Nyílt-tengeri Flotta (Hochseeflotte) július 13-án megkezdte szokásos évenkénti norvégiai útját. Az utolsó békeidőbeli út során a flotta Skagennél hadgyakorlatot tartott, mielőtt folytatta volna az útját Norvégiába július 25-én. Másnap a flotta visszafordult az Osztrák–Magyar Monarchia Szerb Királyságnak küldött ultimátuma miatt. Július 27-én az egész flotta a Stavangerhez közeli Skudenes-foknál gyülekezett magas készültségi fokon, mielőtt hazaindult volna. A következő nap kitört a háború Ausztria-Magyarország és Szerbia között, majd a következő hét során az összes európai nagyhatalom belépett a konfliktusba.

## Az első világháború

### Rajtaütések az angol partokon
A Hochseeflotte és benne a Friedrich der Große több előretörést hajtott végre az Északi-tengeren. Az elsőre 1914. november 2-3-án került sor, de ekkor nem találkoztak brit hadihajókkal. Friedrich von Ingenohl tengernagy, a Hochseeflotte parancsnoka felkarolta azt a stratégiai elképzelést, mely alappján Franz von Hipper I. felderítőcsoportja a keleti angol partok ellen intézett támadásaival próbál előcsalni kisebb brit kötelékeket, hogy a lesben álló főerőinek segítségével megsemmisítse azokat. Az 1914. december 15-16-án Scarborough, Hartlepool és Whitby elleni rajtaütés során a német főerők – 10 dreadnought és 8 pre-dreadnought csatahajó – a Friedrich der Große vezetésével 19 km-re kerültek egy hat brit csatahajóból álló kötelékhez, de csak a könnyű kísérő egységek csaptak össze egymással. Ingenohl attól tartva, hogy a Grand Fleet egésze a közelben tartózkodhat, a császár előzetes utasításainak megfelelően, a flotta megóvása érdekében visszafordult Németország felé.

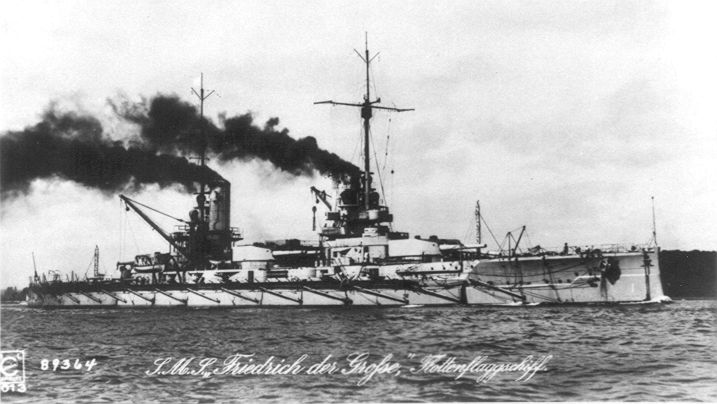
A Friedrich der Große

A Blücher páncélos cirkáló 1915 januári doggerbanki csatában való elveszítése után a császár menesztette Friedrich von Ingenohlt, és helyette Hugo von Pohl tengernagyot nevezte ki a flotta élére. Az új flottaparancsnok 1915-ben számos előretörést hajtott végre a Friedrich der Große részvételével. Március 29-30-án a Hochseeflotte Terschelling-szigettől északra lévő vizekig hajózott ki, de nem találkozott ellenséggel. Április 17-18-án újra kifutott a flotta, ekkor a II. felderítőcsoport aknatelepítési munkáját fedezte. Három nappal később, április 21-22-én a Dogger-pad irányába törtek előre, de ekkor sem találkoztak brit erőkkel.
A II. felderítőcsoport május 17-18-án újabb aknatelepítési feladatot látott el, és ekkor is a Hochseeflotte biztosította őket. Nem egészen két héttel később, május 29-30-án ismét kifutottak ellenséges hajók után kutatva az Északi-tengerre, de a zord időjárás Pohlt a hadművelet leállítására kényszerítette 50 tengeri mérfölddel (93 km; 58 mf) Schiermonnikoog-sziget előtt. A flotta ezt követően augusztus 10-ig a kikötőben horgonyzott, amikor Helgolandhoz hajózott ki a Möwe segédcirkáló hazatérésének fedezésére. Egy hónappal később, szeptember 11-12-én a Hochseeflotte egy újabb aknatelepítési hadműveletet biztosított a Swarte-pad előtt. Az év utolsó, október 23-24-én a Horns Rev irányába végrehajtott hadművelet során sem találkoztak ellenséges hajókkal.
1916. január 11-én a májrákban szenvedő Hugo von Pohlt Reinhard Scheer váltotta a flottaparancsnoki tisztségben. Egy héttel később Scheer felhúzta a lobogóját a Friedrich der Große fedélzetén. Scheer a britekkel való harc jóval agresszívebb módon való keresését javasolta, amihez a császár februárban hozzá is járult. Scheer első hadműveletét március 5-7. között hajtotta végre a Doveri-szoros irányába, de ellenségre nem akadtak. Március 25-26-án Scheer megpróbált támadást intézni a Tondernen rajtaütő brit erőkön, de nem tudta meghatározni a helyzetüket, így nem járt sikerrel. A Horns Rev irányába tett újabb hadműveletre került sor április 21-22-én.
Április 24-én Hipper I. felderítőcsoportjának csatacirkálói támadást hajtottak végre Yarmouth és Lowestoft ellen. A Friedrich der Große a Hochseeflotte többi részével távolból kísérte őket. A Seydlitz még a cél felé tartva aknára futott, és vissza kellett fordulnia. A többi csatacirkáló zavartalanul támadta a lowestofti célpontokat, és Yarmouth felé továbbhaladva összetalálkoztak a Harwichból kiküldött cirkálókkal. Rövid tűzpárbajt követően a britek visszavonultak.
Brit tengeralattjáróknak a körzetben való észleléséről érkező hírek hatására az I. felderítőcsoport visszavonult. Ugyanekkor Scheer, miután figyelmeztetést kapott a Grand Fleet Scapa Flow-ból való kifutásáról, szintén a biztonságosabb német vizek felé vette az irányt.

### Skagerraki csata

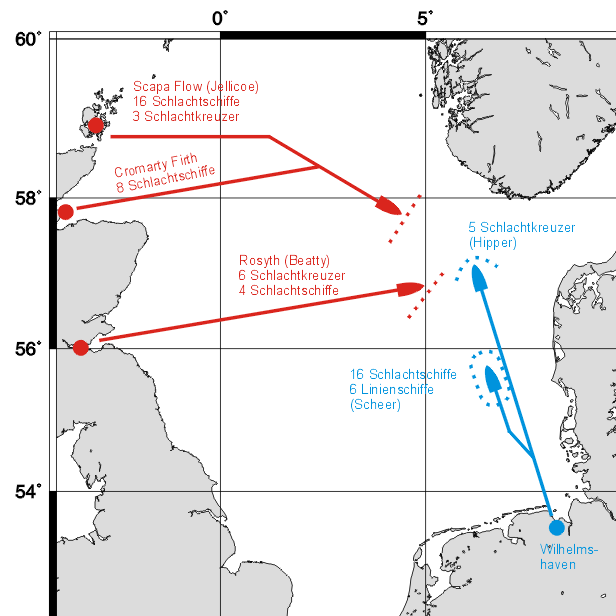
A főerők haladási iránya a skagerraki csatába

Röviddel a Lowestoft elleni rajtaütés után Scheer már egy újabb Északi-tengeren végrehajtott akció terveit kezdte kidolgozni. Eredetileg május közepére tervezte a hadműveletet, mert a Seydlitz akna okozta sérüléseit eddigre tudták volna elvégezni, és Scheer egyik csatacirkálóját sem akarta nélkülözni egy nagyobb rajtaütés során. Május 9-én több csatahajónál hajtóműproblémák adódtak, ami miatt a hadművelet megkezdését áttették május 23-ra. Május 22-re a Seydlitz sérüléseit még mindig nem sikerült kijavítani, és a hadműveletet ismét el kellett halasztani, május 29-re. Május 29-én délben a Seydlitz javításával végeztek, így az visszatérhetett az I. felderítőcsoporthoz. A terv szerint Hipper csatacirkálói északi irányban a Skandinávia és Brit-szigetek közti kereskedelmi útvonalon kutattak volna ellenséges cirkálókötelékek után, melyeket Scheer az őt követő erőivel megsemmisíthetett volna.
A Friedrich der Große a nyolcadik volt a vonalban haladó hajók közül. A formációt a III. csatahajóraj V. divíziójának négy König-osztályú egysége vezette, őket követte a VI. divízió négy Kaiser-osztályú csatahajója. A Friedrich der Große volt az utolsó hajó a VI. divízión belül közvetlenül a Prinzregent Luitpold mögött és az Ehrhard Schmidt altengernagy vezette I. csatahajóraj I. divíziójának zászlóshajója, az Ostfriesland előtt haladva. Az I. csatahajóraj a Helgoland- és a Nassau-osztály négy-négy csatahajójából állt, ezeket a Franz Mauve ellentengernagy vezette II. csatahajóraj hat kiöregedett csatahajója (pre-dreadnoughtja) követte. A flotta számára felderítést végző öt csatacirkáló Hipper vezetésével május 31-én 02:00-kor hagyta el a Jade-öblöt. Scheer másfél órával később követte őket.
Az I. felderítőcsoport csatacirkálói röviddel 16:00 előtt összetalálkoztak a David Beatty altengernagy vezette brit 1. csatacirkálórajjal és a kibontakozó összecsapás során az Indefatigable csatacirkáló röviddel 17:00 után, majd fél órával később a Queen Mary csatacirkáló is elsüllyedt. A német csatacirkálók délnek tartottak, hogy a brit hajókat az ebből az irányból Hochseeflotte elé vonják. 17:30-kor a König észlelte a közeledő, egymással harcoló csatacirkálórajokat. Scheer 17:45-kor két pontos (22,5°-os) balra fordulást rendelt el, hogy így közelebb kerülhessen az ellenséghez és a hozzájuk csatlakozott 5. csatahajóraj egységeihez. Egy perccel később tűzparancsot adott ki.
A Friedrich der Große ekkor még lőtávon kívül volt a két brit köteléktől, ezért nem nyitott tüzet. 17:48 és 17:52 között tíz másik csatahajóval együtt tüzelt a britek 2. cirkálórajának egységeire, de csak a Nassau ért el ekkor egy találatot. Röviddel ezután a németek csatavonala megközelítette a sérült Nestor és Nomad rombolókat. A Friedrich der Große és három testvérhajója a Nomadot vette célba, és rövid idő alatt elsüllyesztették. Az I. csatahajóraj egységei hasonlóan bántak el a Nestorral. Röviddel 19:00 után a német csatavonal és a brit cirkálók között harc bontakozott ki, melynek középpontjában a sérült Wiesbaden volt, melyet az Invincible csatacirkáló egyik lövedéke mozgásképtelenné tett. Behncke ellentengernagy (König) a III. csatahajórajjal igyekezett úgy manőverezni, hogy fedezni tudja a sérült cirkálót. Ugyanekkor a britek 3. és 4. könnyűcirkálóraja torpedótámadást intézett a német csatavonal ellen, és miközben lőtávolon belülre igyekeztek érni, tűz alá vették a Wiesbadent. A III. csatahajóraj nyolc egysége tüzet nyitott a brit cirkálókra, de a csatahajók tartós tüze sem tudta elűzni őket. A Defence, a Warrior és a Black Prince páncélos cirkálók is rávetették magukat a sérült Wiesbadenre. Amíg a III. csatahajóraj egységeinek többsége ágyútüzet zúdított a páncélos cirkálókra, addig a Friedrich der Große az I. csatahajóraj egységeivel együtt a műszaki hiba miatt manőverezésben korlátozott Warspite-ot vette célba 8800-11400 méter távolságból, míg az 13 nagy kaliberű lövedéktől elszenvedett súlyos sérülései miatt ki nem vált a harcból.
Miután kétszer is sikeresen kitért a lesben várakozó Grand Fleet elől, Scheer éjszakai haladási formációt vett fel a flottával. Scheer és az élen haladó Westfalen közötti kommunikációs hibák miatt ez a manőver valamelyest késett. A sötétségben végrehajtott manőverek során a flotta harcrendje összekuszálódott, de 23:30-ra sikerült felvenni a kívánt alakzatot. Az I. csatahajóraj vezette formációban a Friedrich der Große a huszonnégy hajó közül a kilencedik volt a sorban. Röviddel 01:00 után az eltévedt Black Prince páncélos cirkáló tévedésből a német formációba akart besorolni. A Thüringen keresőfényeivel megvilágította azt és a Friedrich der Große, a Thüringen, a Nassau és az Ostfriesland csatahajók közelről leadott összpontosított tüzében a brit cirkáló felrobbant és pár perc alatt elsüllyedt teljes 857 főnyi legénységével együtt.
Az I. csatahajóraj és a brit utóvédet képező könnyű erők közti összecsapás-sorozat végén a Hochseeflotte átverekedte magát a brit csatavonalon és 04:00-kor elért a Horns Rev homokzátonyhoz a dán partoknál, majd néhány órával később megérkezett Wilhelmshavenbe. Az I. csatahajóraj öt egysége védelmi állást foglalt el a kikötő előterében, míg a Kaiser, Kaiserin, Prinzregent Luitpold valamint Kronprinz csatahajók közvetlenül a kikötő bejárata előtt álltak készenlétben. A flotta többi még bevethető állapotban lévő része a Friedrich der Großéval együtt behajózott a kikötőbe, és feltöltötte a szén- és lőszerkészletét. A csata során a Friedrich der Große elsődleges tüzérsége 72, másodlagos tüzérsége 151 lövedéket lőtt ki. A csata során nem érte sérülés.

### Újabb hadműveletek az Északi-tengeren
A Friedrich der Große 1916. augusztus 18-19-én részt vett a Sunderland ellen tervezett rajtaütésben. Scheer tengernagy ekkor a május 31-ei eredeti tervet akarta kivitelezni. A két még bevethető csatacirkáló, a Moltke és a Von der Tann mellé három gyorsabb csatahajót osztott be azzal a feladattal, hogy Sunderland bombázásával csalogassák ki Beatty csatacirkálóit. Scheer a Friedrich der Große fedélzetéről irányítva a Hochseeflottét a közelben várakozott. Scheer északnak fordult, miután egy felderítő léghajótól téves riasztást kapott egy ebben az irányban tartózkodó brit kötelékről. Emiatt a rajtaütést nem hajtották végre, és miután 14:35-kor Scheert a Grand Fleet közeledtéről értesítették, ő flottájával visszafordult Németország irányába.
1916. október 18-19-én újabb bevetésen volt a Hochseeflotte, de ekkor nem találkoztak egyetlen ellenséges egységgel sem. December 1-én a flottát átszervezték. A négy König-osztályú csatahajó a III. csatahajóraj kötelékében maradt kiegészülve az új Bayern csatahajóval, míg az öt Kaiser-osztályú csatahajót – köztük a Friedrich der Großét - a IV. csatahajórajhoz osztották be. 1917 márciusában a szolgálatba lépett a Baden csatahajó, és a hónap 17-én Scheer ezt az egységet tette meg zászlóshajójának. Július 4-5-én a Friedrich der Große fedélzetén a legénység tagjai éhségsztrájkot tartottak a rossz minőségű élelem miatt. A tisztek engedtek a követeléseiknek, és hozzájárultak egy Menagekomission felállításához, amely tanácsnak beleszólási joga volt a sorállományú legénység tagjai számára kiosztott ételadagok kiválasztásába és elkészítésébe. Hasonló engedetlenségekre került sor július 11-én több más hajó fedélzetén is. A szervezőket őrizetbe vették, és bíróság elé állították. A Friedrich der Große fedélzetén szolgáló egyik fűtőt, Max Reichpietschet halálra ítélték, és szeptember 5-én kivégzőosztag elé állították Kölnben.

### Albion hadművelet

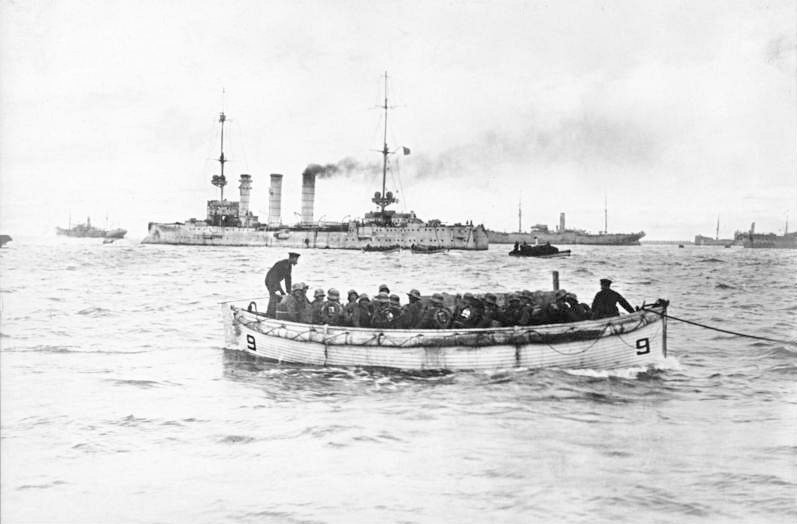
Német csapatok szállnak partra Ösel szigetén

1917 szeptemberének elején Riga elfoglalása után a császári haditengerészet a még a Rigai-öbölben tartózkodó orosz haditengerészeti egységek felszámolása mellett döntött. Az Admiralstab (a haditengerészet parancsnoksága) Ösel elfoglalására dolgozott ki terveket, nagy figyelmet fordítva a Sworbe-félszigeten lévő partvédelmi ütegekre. Az Admiralstab szeptember 18-án adta ki a parancsot Öselnek és Moonnak a hadsereg és a haditengerészet együttműködésében való elfoglalására. A hadműveletben részt vevő nagyobb haditengerészeti egységek a Moltke (mint zászlóshajó) valamint a Hochseeflotte III. és IV. csatahajórajai voltak. Kilenc könnyűcirkálóval, három rombolóflottillával és több tucat aknaszedő hajóval az egész tengeri haderő 300 hajót számlált, melyet a levegőből száz repülőgép és hat léghajó támogatott. Az inváziós haderő mintegy 24 600 főt számlált. A németekkel szemben az oroszok a Szlava és Cezarevics régi csatahajókat (pre-dreadnoughtokat), a Bajan, Admiral Makarov és Diana páncélos cirkálókat, 26 rombolót valamint számos torpedónaszádot és ágyúnaszádot tudták felvonultatni. Ösel helyőrsége kb. 14 000 főből állt.
Az Albion hadművelet október 12-én kezdődött, amikor a Moltke és a III. csatahajóraj egységei tüzet nyitottak a Tagga-öbölben lévő orosz állásokra, ezzel egyidőben a Friedrich der Große és a IV. csatahajóraj egységei a Sworbe-félsziget tüzérségi ütegeit vették tűz alá. A partvédelmi ütegeket mindkét helyen hamar elhallgattatták a csatahajók nagy ágyúi. Október 14-én reggel a Friedrich der Großét, a Kaiserint és a König Albertet az Anseküll irányába előrenyomuló szárazföldi csapatok támogatására rendelték. A három csatahajó egy órán át lőtte a Zerelnél lévő üteget, aminek hatására az ágyúk személyzetének nagy része menekülve hagyta el a posztját.
Október 20-ára a harcok véget értek a Nyugat-észt-szigeteken. Moon, Ösel és Dagö német kézre került. A következő nap az Admiralstab elrendelte a haditengerészeti hadműveletek beszüntetését és a csatahajók Hochseeflottéhoz való mielőbbi visszatérését. Október 27-én a Friedrich der Großét áthelyezték a Balti-tengerről az Északi-tengerre. A csatahajó fedélzetén a visszatérés során is fenntartották az őrszolgálatot. 1918. április 23-25-én részt vett a norvég vizek irányába tett eseménytelen előretörésben. Ezt követően szárazdokkba került átfogó karbantartási munkálatok elvégzésére, melyek július 26-tól szeptember 28-ig tartottak.

## További sorsa

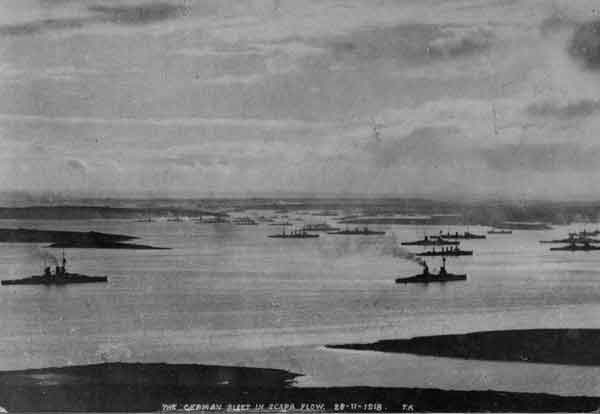
A német flotta Scapa Flow-ban, 1918 novemberében

Az elsüllyedt hajók helyzete Scapa Flow-ban, a Friedrich der Grosse 2-es számmal jelölve

A Friedrich der Große és a négy testvérhajója a tervek szerint részt vett volna az október 24-én bejelentett támadó hadműveletben. A Hochseeflotte nagy része a tervek szerint kihajózott volna Wilhelmshavenből, hogy csatára hívja a Grand Fleetet. Scheer, ekkor már mint a flotta főtengernagya (Großadmiral) olyan nagy veszteségeket akart okozni a briteknek, amekkorát csak lehet, hogy így érjen el kedvezőbb tárgyalási pozíciót a tárgyalóasztalnál Németország számára, tekintet nélkül a várható saját veszteségekre. Azonban a háborúba belefáradt tengerészek nagy része úgy érezte, hogy a hadművelet megszakítaná a folyamatban lévő fegyverszüneti tárgyalásokat, és csak meghosszabbítaná a háborút. 1918. október 29-én reggel kiadták a parancsot a másnapi indulásra. Október 29-én éjjel a Thüringen majd több más csatahajó matrózai is zendülésbe kezdtek. Október 30-án a Friedrich der Große legénysége a passzív ellenállást választotta. A nyugtalanság végül a hadművelet lefújására kényszerítette Hippert és Scheert. Amikor a császárt értesítették a történtekről, így szólt: „Nincs már többé flottám.”
Németország 1918 novemberi kapitulációját követően a Hochseeflotte nagy részét Ludwig von Reuter ellentengernagy parancsnoksága alatt Scapa Flow-ba internálták. Az indulás előtt Adolf von Trotha tengernagy világossá tette előtte, hogy a hajók semmilyen körülmények között nem kerülhet az antant kezére. A flotta a brit Cardiff könnyűcirkálóval találkozott az Északi-tengeren, mely egység az antant erők flottájához vezette őket, és annak kíséretében hajóztak Scapa Flow-ba. Ez az antant flotta 370 brit, amerikai és francia hadihajót számlált. Miután a hajókat internálták, az ágyúikat használhatatlanná tették a zártömb eltávolításával, és legénységüket 200 főre csökkentették.
Az ezt követő tárgyalások idejére a flotta fogságban maradt. Von Reuter ellentengernagy úgy gondolta, hogy a britek június 21-én birtokukba kívánják venni a hajókat, miután ez a nap lett megszabva határidőnek a békeszerződés aláírására. Arról nem volt tudomása, hogy ezt a határidőt június 23-ig meghosszabbították. Így június 21-én reggel közölte a hajókkal, hogy az első kínálkozó alkalommal önelsüllyesztést kell végrehajtaniuk. Június 21-én a brit flotta kifutott Scapa Flow-ból gyakorlatozni, és ezt követően 11:20-kor Reuter kiadta a parancsot a hajóknak az önelsüllyesztés végrehajtására. A Friedrich der Große 12:16-kor felborult és elsüllyedt. A hajót 1936-ban kiemelték, 1937. április 29-ig szétbontották, és alapanyagát értékesítették. 1965. augusztus 30-án Nagy-Britannia visszaszolgáltatta a hajó harangját Németországnak, melyet a Scheer fregatt szállított haza. Jelenleg a Német Haditengerészet főparancsnokságán található Glücksburgban.

## Parancsnokai
| Időszak                                  | Név                | Rang            |
| ---------------------------------------- | ------------------ | --------------- |
| 1912. október 15. – 1917. június 10.     | Theodor Fuchs      | sorhajókapitány |
| 1917. július 25. – 1917. augusztus 16.   | Theodor Fuchs      | sorhajókapitány |
| 1917. augusztus 17. – 1918. december 15. | Johann von Lessel  | sorhajókapitány |
| 1918. december 16. – 1919. június 21.    | Ottmar von Wachter | korvettkapitány |

## Fordítás
- Ez a szócikk részben vagy egészben  a   SMS Friedrich der Grosse (1911) című angol Wikipédia-szócikk ezen változatának fordításán alapul.  Az eredeti cikk szerkesztőit annak laptörténete sorolja fel. Ez a jelzés csupán a megfogalmazás eredetét és a szerzői jogokat jelzi, nem szolgál a cikkben szereplő információk forrásmegjelöléseként.
- Ez a szócikk részben vagy egészben  a   SMS Friedrich der Große (1911) című német Wikipédia-szócikk ezen változatának fordításán alapul.  Az eredeti cikk szerkesztőit annak laptörténete sorolja fel. Ez a jelzés csupán a megfogalmazás eredetét és a szerzői jogokat jelzi, nem szolgál a cikkben szereplő információk forrásmegjelöléseként.